# Chiesa di San Giacomo Apostolo (Riva del Po)
La chiesa di San Giacomo Apostolo è la parrocchiale di Ro Ferrarese, frazione del comune sparso di Riva del Po, in provincia di Ferrara ed arcidiocesi di Ferrara-Comacchio; fa parte del vicariato di Sant'Apollinare.

## Storia
La presenza di una chiesetta a Ro è attestata a partire dal XVI secolo; questa chiesa è menzionata nella relazione della visita pastorale del 1547.
 L'attuale chiesa parrocchiale, disegnata probabilmente da Antonio Foschini, venne costruita in stile barocco nel 1773; nello stesso anno fu consacrata dal vescovo di Adria Arnaldo Speroni degli Alvarotti. Nel 1818 la chiesa passò dalla diocesi di Adria all'arcidiocesi di Ferrara e nel 1882 fu eretto il campanile. Negli anni novanta del Novecento fu rifatto il tetto e nel 2000 l'esterno della chiesa venne ridipinto.

## Descrizione
La facciata della chiesa è divisa da un marcapiano in due ordini, entrambi caratterizzati da quattro lesene; nel registro inferiore si trovano due nicchie, mentre in quello superiore, che termina con il timpano, ne sono presenti tre. L'interno è ad un'unica navata con soffitto a botte; l'aula termina con il presbiterio, chiuso dall'abside semicircolare.